# Helichochaetus
Helichochaetus is een geslacht van vliegen uit de familie van de slankpootvliegen (Dolichopodidae). De typesoort van het geslacht is Helichochaetus discifer.